# Guillaume Graechen
Guillaume Graechen (sinh ngày 24 tháng 4 năm 1977)  là cầu thủ bóng đá, huấn luyện viên người Pháp. Ông sinh ra tại Vernon và bắt đầu sự nghiệp bóng đá của mình vào năm 1993 tại câu lạc bộ Cercle Dijon (một đội bóng đang thi đấu tại giải Ligue 2) và kết thúc sau 14 năm thi đấu tại một số đội bóng khác nhau chủ yếu ở hạng nghiệp dư và bán nghiệp dư của bóng đá Pháp. Trên vai trò là một cầu thủ bóng đá, ông không mấy thành công. Hiện nay, ông là huấn luyện viên của các cầu thủ nhí tại lò đạo tạo Học viện Bóng đá Hoàng Anh Gia Lai - Arsenal JMG theo sự phân công của Học viện bóng đá JMG  và đồng thời cũng dẫn dắt đội Đội tuyển bóng đá U-19 quốc gia Việt Nam với nòng cốt là các cầu thủ trẻ từ lò đào tạo Hoàng Anh Gia Lai - Arsenal JMG giai đoạn 2013 - 2014. Sau trận chung kết giải U19 quốc gia vào tối 17/3/2019, VFF và ban tổ chức quyết định mời ông làm huấn luyện viên đội U19 tuyển chọn Việt Nam tham dự giải U19 quốc tế 2019 diễn ra từ 23-30/3 tại Nha Trang, Khánh Hoà.

## Đời tư
Ông đã gắn bó với Việt Nam được nhiều năm và hiện đã lập gia đình và có một con trai.
Ngày 12 tháng 9 năm 2014, ông đã hoàn tất đơn xin nhập quốc tịch Việt Nam và nộp đơn lên Chủ tịch nước Trương Tấn Sang.